# 연애 시뮬레이션 게임
연애 시뮬레이션 게임(戀愛-, 영어: dating sim 또는 romance simulation games)은 시뮬레이션 게임의 하위 장르로, 연애 요소를 포함한다. 시각적으로는 비주얼 노벨 장르와 유사하지만, 진정한 연애 시뮬레이션 게임은 추가적인 통계 및 시간 관리 요소를 게임 플레이에 활용한다. 플레이어는 게임 내 달력에서 특정 기간이 주어지며, 데이트를 계획하고, 질문에 올바르게 답변하며, 다양한 활동을 수행하여 특정 캐릭터의 플레이어에 대한 매력을 높여 사랑을 얻어야 한다. 에로틱 연애 시뮬레이션 게임의 추가적인 하위 장르는 에로게의 한 형태로, 성적인 그래픽 컷신을 포함한다. 사랑이 시간과 관심을 통해서만 얻어질 수 있다는 생각은 로맨스를 지나치게 단순화하고 여성에 대한 비현실적인 기대를 불러일으킬 수 있는 "착한아이 콤플렉스"적인 관점을 묘사한다는 우려를 낳았다.
주로 남성 주인공과 여성 조연 캐릭터가 등장하는 미소녀 게임 형태의 연애 시뮬레이션 게임은 일본에서 매우 인기가 많으며, 소프트웨어 시장의 상당 부분을 차지하지만 다른 지역에서는 훨씬 덜 중요하게 여겨진다. 서양 게임 미디어에서는 게임 플레이와 상관없이 로맨스 가능한 캐릭터가 등장하는 모든 게임에 "연애 시뮬레이션"이라는 명칭이 붙여지는 경우가 많다. 패러디 연애 시뮬레이션 게임은 최근의 현상으로, 하토풀 보이프렌드의 현실적이지만 지각 있는 새와 같은 특이한 캐릭터와의 데이트를 허용하여 장르를 비꼰다.

## 역사
연애 시뮬레이터 장르에 앞서 프린세스 메이커 시리즈로 잘 알려진 가이낙스의 육성 시뮬레이션 장르가 있었는데, 이 장르는 데이트보다는 아이 양육에 중점을 두었다. 세가의 걸스 가든(1985)과 JAST의 천사들의 오후(1985)와 같은 다른 게임들은 연애 시뮬레이션 요소들을 포함하지만, 어드벤처/아케이드 게임 플레이에 더 가깝다.
오직 연애에만 중점을 둔 최초의 게임 중 하나는 패밀리 컴퓨터 디스크 시스템으로 출시된 나카야마 미호의 두근거림 하이스쿨 (1987)로, 팝 아이돌 나카야마 미호와 닮은 여학생과의 데이트를 시도하는 소년에 대한 이야기이다. 최신 연애 시뮬레이션과는 달리, 이 게임의 줄거리는 텍스트 선택을 통해 진행되며, 그 당시의 그래픽 텍스트 어드벤처 게임(예: 패미컴 탐정 클럽)과 더 유사한 방식으로 플레이된다.
연애 시뮬레이션 장르의 기준을 세운 최초의 게임은 대화 선택보다는 시간 제한 이벤트에 더 많이 의존한 동급생 (1992)이었다. 두근두근 메모리얼 (1994)은 고등학생 플레이어가 12명의 다른 여학생과 데이트할 수 있는 게임으로, 일본에서 연애 시뮬레이션 게임을 진정으로 대중화했다. 개발자들의 목표는 고등학교 시절을 회상하는 것이었다. 코나미 디렉터 나가타 아키히코는 "게임을 만든 사람이 고등학교 시절에 이런 경험을 하고 싶어 했다"고 말했다. 이 게임은 일본에서 큰 인기를 얻어 1996년까지 110만 장이 팔렸다.
일반적으로, 두근두근 메모리얼과 같은 시뮬레이션 게임이나 전차로 GO!와 같은 철도 시뮬레이션 게임은 액션 지향적인 비디오 게임을 선호했던 미국보다 일본에서 더 인기가 많았다.
사쿠라 대전과 페르소나와 같은 게임 (두 시리즈 모두 1996년에 시작되었으며, 후자는 2006년에 연애 시뮬레이션 요소를 추가했다)은 연애 시뮬레이션 요소를 가진 RPG이다.

## 특징
전형적인 연애 시뮬레이션 게임에서 플레이어는 여성 캐릭터들에게 둘러싸인 남성 아바타를 조작한다. 게임 플레이는 여러 소녀들과 대화하고, 올바른 대화 선택을 통해 그들의 내적인 "호감도"를 높이는 것을 포함한다. 게임은 한 달 또는 3년과 같은 정해진 게임 시간 동안 진행된다. 게임이 끝나면, 플레이어는 소녀들 중 누구도 제대로 공략하지 못했을 경우 게임에서 지거나, 종종 그녀와 성관계를 갖거나, 결혼하거나(예: 매지컬 데이트), 그리고/또는 영원한 사랑을 성취함으로써 소녀들 중 한 명을 "완성"한다. 이는 플레이어가 매번 다른 소녀에게 집중하여 다른 엔딩을 볼 수 있기 때문에 게임에 더 많은 반복 플레이 가치를 부여한다.
연애 시뮬레이션 게임은 종종 거의 전적으로 관계 구축에 중점을 두며, 일반적으로 복잡한 캐릭터 상호 작용과 분기되는 대화 트리를 특징으로 하고, 종종 플레이어의 가능한 응답을 플레이어 캐릭터가 말할 것처럼 문자 그대로 제시한다. 두근두근 메모리얼과 같은 연애 시뮬레이션 게임, 그리고 페르소나와 같이 장르와 유사한 관계 기반 메커니즘을 가진 일부 롤플레잉 게임은 종종 논플레이어 캐릭터와의 플레이어 캐릭터 관계 및 향후 대화에 영향을 미치는 다른 수의 관련 "기분 점수"를 가진 선택지를 제공한다. 이러한 게임은 종종 낮-밤 주기와 시간 스케줄링 시스템을 특징으로 하여 캐릭터 상호 작용에 맥락과 관련성을 제공하고, 플레이어가 특정 캐릭터와 언제, 그리고 상호 작용할지 선택할 수 있도록 하며, 이는 이후 대화에서 그들의 반응에 영향을 미친다.
미소녀 게임이 연애 시뮬레이션 게임의 대부분을 차지하지만, 다른 유형의 게임도 존재한다. 플레이어 캐릭터가 여성이고 잠재적인 애정의 대상이 남성인 게임은 GxB 또는 오토메 게임으로 알려져 있다. 동성애 관계도 가능하며, 특정 성별 선이 없는 게임("모든 조합")도 있다. 또한 여성/여성 관계에 초점을 맞춘 백합 게임과 남성/남성 조합에 초점을 맞춘 야오이 게임도 있다.
이 테마에는 많은 변형이 있다. 고등학교 로맨스가 가장 흔하지만, 연애 시뮬레이션 게임은 판타지 배경에서 진행될 수도 있으며, 몬스터로부터 여자를 지키는 것과 같은 도전 과제를 포함할 수도 있다.
결혼을 목표로 하는 데이트를 종종 포함하는 게임 시리즈 중 하나는 목장이야기 시리즈이다. 데이트의 하위 플롯은 여러 소녀 또는 남자(플레이어 캐릭터의 성별에 따라 다름) 중 한 명을 선택하고 그들에게 선물을 주거나 게임 내 이벤트에 참여하는 데 더 중점을 둔다. RPG 스타 오션 시리즈도 유사한 방식으로 연애 시뮬레이션 요소를 특징으로 한다.
일부 일본 연애 시뮬레이션 게임은 플레이어가 십대 캐릭터와 낭만적 또는 성적인 관계를 맺을 수 있도록 허용할 수 있다. 성적인 내용의 정도는 다양하지만, 종종 성교를 포함할 수 있다. 성적으로 노골적인 연애 시뮬레이션 게임은 야겜 또는 에로게 범주에 속할 수 있다. 에로게는 대형 일본 게임 회사들이 자사 게임 콘솔에 성적인 콘텐츠가 포함된 게임을 출시하는 것을 원치 않기 때문에 PC로만 출시된다. 이 때문에 에로게 회사들은 다양한 콘솔용으로 검열된 전체 이용가(15세 이상) 버전의 PC 버전을 만든다. 검열된 버전은 종종 성적인 장면의 부재를 보완하기 위해 추가 엔딩 및 추가 장면을 포함한다.
이러한 게임은 또한 플레이어의 기술을 반영하는 능력치를 올리는 것을 포함하며 다른 장르와 결합될 수 있다. 사쿠라 대전 및 페르소나와 같은 시리즈는 롤플레잉 게임(RPG) 게임 플레이와 연애 시뮬레이션 게임 플레이를 결합한다.

## 예시
- 걸스 가든 (1985)
- 천사들의 오후 (1985)
- 나카야마 미호의 두근거림 하이스쿨 (1987)
- 동급생 시리즈 (1992년 이후)
- 두근두근 메모리얼 시리즈 (1994년 이후)
- 트루 러브 (1995)
- 매지컬 데이트 (1996)
- 사쿠라 대전 시리즈 (1996년 이후)
- 사우전드 암즈 (1998)
- 페르소나 시리즈 (2006년 이후)
- 썸머 세션 (2008)
- 아마가미 (2009)
- 러브 플러스 (2009)
- 컨셉션 (2012년 이후)
- 하토풀 보이프렌드 (2012년 이후)
- 보이프렌드 메이커 (2012)
- 수상한 메신저 (2016)
- 하우스 파티 (2017)
- 몬스터 프롬 (2018)
- 아이 러브 유, 커널 샌더스! (2019)
- 이터나이츠 (2023)

## 같이 보기
- 미소녀 게임
- 에로게
- 하렘 (장르)